# Венагранде (Асколи Пичено)
Венагранде (итал. Venagrande) насеље је у Италији у округу Асколи Пичено, региону Марке.
Према процени из 2011. у насељу је живело 610 становника. Насеље се налази на надморској висини од 343 м.